# Pouvoir de police (États-Unis)
Le pouvoir de police (police power) désigne une sorte de pouvoir de police administrative détenu par les États fédérés des États-Unis. Ils sont en effet habilités à limiter la liberté des individus et à influencer leur comportement lorsqu'il y va de la « sûreté, de la santé, de la morale et du bien-être général » (safety, health, morals, and general welfare of the public). Le pouvoir de police se prévaut d'une interprétation du Xe amendement qui établit que, pour les matières où le gouvernement fédéral n'est pas compétent, la compétence est partagée entre les États fédérés et les citoyens. La délimitation du pouvoir de police consiste donc à établir la limite entre la partie du pouvoir déléguée aux États fédérés et celle déléguée aux citoyens eux-mêmes.

## Quelques affaires et interprétations
Le pouvoir de police permet de justifier différentes restrictions aux libertés individuelles. La Cour suprême a par exemple invoqué ce pouvoir pour justifier la vaccination obligatoire (Jacobson v. Massachusetts (en), 1905) ou des restrictions à la liberté contractuelle, notamment concernant une affaire relative à un fonds d'indemnisation d'accidents du travail (New York Central Railroad v. White, 1917). Dans un autre arrêt célèbre, Lochner v. New York (1905), elle a en revanche considéré que la régulation du temps de travail des boulangers excédait les pouvoirs de police de l'État. 
L'arrêt Home Building & Loan Association v. Blaisdell (en) de 1934  est considérée comme l'une des interprétations les plus larges du pouvoir de police. La Cour suprême y soutient la constitutionnalité d'une loi du Minnesota protégeant les titulaires de biens hypothéqués de saisies immobilières au nom du pouvoir de police et de l'« urgence économique » représentée par la Grande Dépression. Cet arrêt demeure à ce jour férocement attaqué par des libertariens comme Richard Epstein, selon qui Home Building & Loan a « éviscéré la clause du contrat » incluse dans l'art. Ier de la Constitution au nom du pouvoir de police. 